# De belhamel-bende
De belhamel-bende is het honderdachtenveertigste stripverhaal uit de reeks van Suske en Wiske. Het is geschreven en getekend door Paul Geerts. Het werd gepubliceerd in De Standaard en Het Nieuwsblad van 12 januari 1982 tot en met 22 mei 1982.
De eerste albumuitgave in de Vierkleurenreeks was in september 1982, met nummer 189.

## Locaties
- Safaripark Beekse Bergen in Hilvarenbeek, de Efteling, Heide met studio Vandersteen

## Personages
- Suske, Wiske met Schanulleke, tante Sidonia, Lambik, Jerom, professor Barabas, gemaskerde, Krab, Beho, Kher, sjamaan, ploegbaas, werkstudent, Lowie (kraanmachinist), agent, Anton Pieck, Paul Geerts, Willy Vandersteen en andere medewerkers van studio Vandersteen

## Uitvindingen
- Teletijdmachine, machine waarmee beelden uit iemands leven getoond kunnen worden door een object of foto in te scannen

## Het verhaal
Als tante Sidonia klaar is met de grote schoonmaak, ziet ze op een van de muren een tekening van een koe. Ze beschuldigt Wiske ervan de tekening gemaakt te hebben. De vrienden horen even later op de radio dat er in de hele stad tekeningen opduiken. Ook in het laboratorium van professor Barabas duikt een voorhistorische tekening op en 's nachts wordt er ingebroken. De inbreker wordt betrapt door Lambik en Jerom maar verdwijnt door een muur en ontsnapt. Suske en Wiske gaan ook naar het huis van professor Barabas en botsen op de inbreker, die zijn gezicht verbergt onder een witte kaproen met een puntmuts en enkel gaten voor de ogen. De inbreker wordt meegenomen door een bende kleine kereltjes en ontsnapt samen met hen. De gemaskerde wil de drie mannetjes en hun leider ondervragen en belooft hen daarna terug te sturen naar de oertijd. De sjamaan is de tekenleraar van Krab, Beho en Kher en de gemaskerde sluit hen op in een houten huisje.
Het huisje wordt gesloopt door bouwvakkers en de bende vlucht de stad in, de gemaskerde merkt dat ze verdwenen zijn en gaat opnieuw op zoek. Tante Sidonia gaat met Suske en Wiske de nieuwe metrotunnel bekijken en ze zien daar de belhamels opnieuw. De vrienden worden neergeslagen en de bende wordt meegenomen door de gemaskerde, maar ze weigeren terug naar hun eigen tijd te gaan. Ze vinden de vrouwen uit hun tijd niet mooi genoeg en willen tante Sidonia als model. Lambik en Jerom zitten te vissen als ze een briefje krijgen van de gemaskerde, hierin wordt gewaarschuwd dat tante Sidonia in gevaar is. Als ze bij het huis van tante Sidonia komen horen ze lawaai en ze jagen de belhamels weg, maar die kunnen even later toch met tante Sidonia ontsnappen. De gemaskerde kan de auto van de belhamels stoppen en tante Sidonia kan dan ontkomen en wordt even later gevonden door Lambik en Jerom.
De professor belt en zegt een nieuwe uitvinding te hebben gedaan waarmee hij met een voorwerp de eigenaar kan vaststellen. De vrienden besluiten tante Sidonia naar de Beekse Bergen in Hilvarenbeek te brengen om haar te vermommen als leeuw om zo niet gevonden te kunnen worden door de belhamels. Wiske neemt een foto van de gemaskerde en deze te laten onderzoeken. De belhamels hebben zich in de kelder van Lambik verstopt en deze verspreekt zich en hierdoor weet de bende dat tante Sidonia in de Beekse Bergen is. De professor ziet met Suske en Wiske beelden uit het verleden van de gemaskerde, een standbeeld in Antwerpen, maar het beeld is wazig en de professor gaat de machine verbeteren.
De belhamels zeggen tante Sidonia dat ze haar slechts één uur willen tekenen en haar daarna zullen vrijlaten en ze stemt toe. Dan arriveren Lambik en Jerom en ze bevrijden tante Sidonia, maar ze worden opgesloten door de gemaskerde die met de belhamels ontsnapt. Lambik en Jerom brengen tante Sidonia naar de Efteling (waar ze verkleed is als kabouter van grote boodschap) en gaan daarna naar het laboratorium van professor Barabas. De vrienden zien beelden van een tent, rugzak en bruggenbouwers van soldaten uit de dertiger jaren. Tante Sidonia ziet in dat de belhamels haar alleen willen schilderen en poseert achter de put van vrouw Holle De gemaskerde belt en Lambik verspreekt zich opnieuw, daarna wordt er gebeld door Anton Pieck en hij vertelt de vrienden dat tante Sidonia uit de Efteling is verdwenen.
Lambik en Jerom gaan naar de Efteling om haar te zoeken, ze komen langs de draak met de schat en zien dan de tekenles. Suske en Wiske weten wie de gemaskerde is nu ze ook scènes van een kunstschilder in een heidelandschap en een Japanse toren zien op het scherm. Suske en Wiske gaan met de trein naar Heide en horen een vrouw gillen, de vrouw vertelt dat ze omver gelopen is door een gemaskerde man. De kinderen komen bij Studio Vandersteen en worden binnengelaten door het personeel en vertellen hun verhaal aan Paul Geerts. Ze gaan naar het kantoor van Willy Vandersteen, die daar bekent dat hij de gemaskerde is. De kinderen vertellen dat ze beelden hebben gezien van zijn jeugd in Antwerpen en zijn tijd bij de scouts. In 1933 was Willy bij de 2e genie in Berchem, hij reisde veel en schilderde vaak de Kalmthoutse heide. Willy Vandersteen vertelt dat hij meer wilde weten over de eerste tekenaars en daarom de oermensen hierheen haalde met de teletijdmachine. Hij gumde de muur van het laboratorium weg en kwam zo binnen bij de professor. Alhoewel dit het honderdste verhaal in de krant is weet de tekenaar nog niet hoe het tekenen begon, want de sjamaan en de belhamels konden hem deze informatie helaas niet geven en worden weer naar hun eigen tijd gestuurd.

## Achtergronden bij het verhaal
- De albums De Efteling-elfjes, Fata Morgana en De vliegende klomp spelen zich ook af in de Efteling.
- De gemaskerde roept meerdere keren: “Heilige steenweg”, dit was een krachtterm die Willy Vandersteen vaak gebruikte.
- Op de Kalmthoutse heide is een pad naar Willy Vandersteen vernoemd, "het Willy Vandersteenpad".[6]
- De Nederlandse illustrator Anton Pieck, die ook de Efteling oprichtte, heeft een cameo in dit album.
- De kaproen is een ondubbelzinnige verwijzing naar het - toen nog enkel bij ingewijden bekende - collaboratieverleden van Vandersteen.